# محند أمقران شريفي
محند أمقران شريفي ولد في (26 أغسطس 1942) في ولاية تيزي وزو وهو سياسي جزائري ينتمي إلى حزب جبهة القوى الاشتراكية.

## حياته
تحصل محند أمقران شريفي على شهادة مهندس من جامعة غرينوبل في فرنسا · .
تابع دراسته العليا بعد ذلك من أجل نيل شهادة الدكتوراه في الاقتصاد من جامعة هارفارد في الولايات المتحدة الأمريكية · .
كان منسقا للاتحاد العالمي للمدن ضد الفقر في إطار برنامج الأمم المتحدة الإنمائي · .

## نشاطه السياسي
محند أمقران شريفي هو عضو في الهيئة الرئاسية لجبهة القوى الاشتراكية منذ انعقاد مؤتمرها الخامس في سنة 2013.
فلقد كانت جبهة القوى الاشتراكية انتخبت يوم 25 ماي 2013م، خلال اليوم الثالث والأخير من أشغال مؤتمرها الخامس، قيادتها الجديدة المكونة من الهيئة الرئاسية التي أعضاؤها الخمسة هم: محند أمقران شريفي، علي العسكري، رشيد حليت، عزيز بالول، وسعيدة إيشالامان.
وقد انتخب 1044 مؤتمرا بغالبية كبيرة، عبر رفع الأيدي، القائمة الوحيدة المقدمة من أجل تكوين الهيئة الرئاسية التي تضم الأسماء المذكورة، والتي من بينها محند أمقران شريفي.

## إشارات مرجعية
1. ↑  مرسوم رئاسي يتضمن تعديل في أعضاء الحكومة - الجريدة الرسمية الجزائرية السنة 1987 العدد 48 ص 1800 نسخة PDF نسخة محفوظة 23 يوليو 2019 على موقع واي باك مشين.
2. ↑  Reporters - Décernés par l’ONU: Mohand Amokrane Chérifi lauréat de deux prix internationaux[وصلة مكسورة] "نسخة مؤرشفة". مؤرشف من الأصل في 2016-08-23. اطلع عليه بتاريخ 2016-08-22.
3. ↑  Djazairess : Quelle mission pour Mohand Amokrane Cherifi? نسخة محفوظة 19 يناير 2017 على موقع واي باك مشين.
4. ↑  Mohand Amokrane Cherifi: «Nous sommes en état d’urgence économique et sociale» نسخة محفوظة 04 مايو 2017 على موقع واي باك مشين.
5. ↑  Djazairess : “Les Algériens restent pauvres malgré les richesses du pays” نسخة محفوظة 30 أغسطس 2017 على موقع واي باك مشين.
6. ↑  Home > World Alliance of Cities Against Poverty نسخة محفوظة 29 نوفمبر 2013 على موقع واي باك مشين.
7. ↑  Summit of the World Alliance of Cities Against Poverty | UNDP نسخة محفوظة 24 سبتمبر 2016 على موقع واي باك مشين.
8. ↑  » Maintenance Mode نسخة محفوظة 08 يوليو 2017 على موقع واي باك مشين.
9. ↑  Djazairess : Une instance présidentielle à la tête du FFS نسخة محفوظة 11 سبتمبر 2016 على موقع واي باك مشين.

### مواضيع ذات صلة
- جبهة القوى الاشتراكية
- قائمة أعلام الجزائريين
- حسين آيت أحمد
- علي مسيلي
- لخضر بورقعة
- مصطفى بوشاشي
- علي لعسكري
- رشيد حالت
- عزيز بلول
- سعيدة إيشالامان
- نورة محيوت
- حياة مزياني
- أحمد جداعي
- محمد نبو
- كريم طابو

### فيديوهات
- محند أمقران شريفي في مائدة مستديرة لجبهة القوى الاشتراكية حول التنمية المحلية على يوتيوب.